# Cache web
Pour les articles homonymes, voir Cache.
La mise en cache de document Web (ex : page web, images) est utilisée afin de réduire la consommation de bande passante, la charge du serveur web (les tâches qu'il effectue), ou améliorer la rapidité de consultation lors de l'utilisation d'un navigateur web.
Un cache Web conserve des copies de documents transitant par son biais. Le cache peut, dans certaines conditions, répondre aux requêtes ultérieures à partir de ses copies, sans recourir au serveur Web d'origine.
Plusieurs équipements gèrent le cache de pages web :
- L'application qui génère les pages du site web (ex : fichiers de cache d'un système de gestion de contenu).
- Les serveurs qui hébergent le site web (ex : cache Apache).
- Les proxys (ex : Varnish).
- Le microordinateur client avec la gestion d'un cache local à partir de l'historique des connexions (ex : cache de navigateur).
- Le réseau Internet lui-même par les opérateurs Internet ou des sociétés spécialisées dans la gestion de cache ; ce mode de cache est très utilisé par les sites à forte audience.

Normalement, chaque objet de la page web a une durée de validité. Lors du chargement de la page, l'équipement vérifie si l'objet est dans son cache et si la date de validité est bonne. Si ces contrôles sont positifs, il charge l'objet dans son cache au lieu de le demander à l'application web.
Tout ceci explique que la mise à jour d'un site web peut prendre quelque temps, le temps de mettre à jour les différents caches.

## Forcer l'interrogation de la page Web
Côté client, pour être certain de lire la dernière version d'une page web, il faut donc vider le cache du navigateur web. Si vous souhaitez vider le cache de votre navigateur, consultez l'aide en ligne de votre navigateur.
Ci-dessous, le tableau des raccourcis clavier pour s'assurer que la page affichée n'est pas issue du cache de son ordinateur : cela revient à effectuer un rafraichissement de la page affichée dans son navigateur en interrogeant le serveur web et non pas le cache de son ordinateur.
Ces raccourcis clavier ne vident pas le cache de votre navigateur.
| Navigateurs       | Raccourcis clavier                      |
| ----------------- | --------------------------------------- |
| Firefox           | Ctrl + F5 ou Ctrl + R                   |
| Chrome            | Ctrl + F5 ou Maj + F5 ou Ctrl + Maj + R |
| Safari            | Ctrl + Alt + E                          |
| Internet Explorer | Ctrl + F5                               |
| Opera             | Ctrl + F5                               |

Côté serveur, il est possible de demander aux navigateurs de ne pas utiliser le cache pour certaines pages web, grâce à l'en-tête du protocole HTTP nommée Cache-Control, :
```
 Cache-Control: no-cache, no-store, must-revalidate
 Pragma: no-cache
 Expires: 0

```

Exemple en HTML :
```
<
meta
 
http-equiv
=
"Cache-Control"
 
content
=
"no-cache, no-store, must-rdate"
 
/>

<
meta
 
http-equiv
=
"Pragma"
 
content
=
"no-cache"
 
/>

<
meta
 
http-equiv
=
"Expires"
 
content
=
"0"
 
/>

```